# Вооружённые силы Катанги

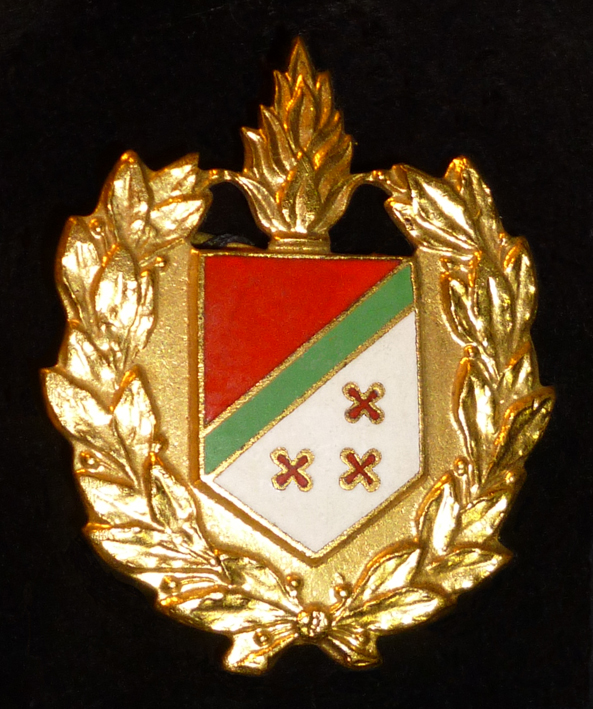
Нагрудный знак Катангской армии.

Вооружённые силы Катанги (фр. Armée katangaise) — военная организация непризнанного Государства Катанга (1960—1963)
Сухопутная составляющая официально именовалась как Катангская жандармерия (фр. Gendarmerie katangaise). На лето 1960 года в ней насчитывалось всего около 350 солдат. Было решено немедленно набрать и обучить новых солдат, чтобы увеличить первоначальную численность в десять раз. Уже к концу августа штат армии вырос до 500 человек.
В конце августа 1960 года в самопровозглашённом государстве возникли свои военно-воздушные силы. Первоначальный их состав включал восемь лётчиков, десять механиков и радистов. В парке насчитывались один De Havilland Heron, семь De Havilland Dove, два Aérospatiale Alouette II, Sikorsky H-19, два Douglas C-47 Skytrain.
С осени в жандармерию начался набор иностранных наёмников. Из них формируется отдельное подразделение — Коммандо 4.